# John Harsanyi
John Charles Harsanyi (eigentlich János Károly Harsányi; * 29. Mai 1920 in Budapest; † 9. August 2000 in Berkeley/Kalifornien) war ein ungarisch-amerikanischer Wirtschaftswissenschaftler. Er erhielt 1994 den Alfred-Nobel-Gedächtnispreis für Wirtschaftswissenschaften.

## Biographie

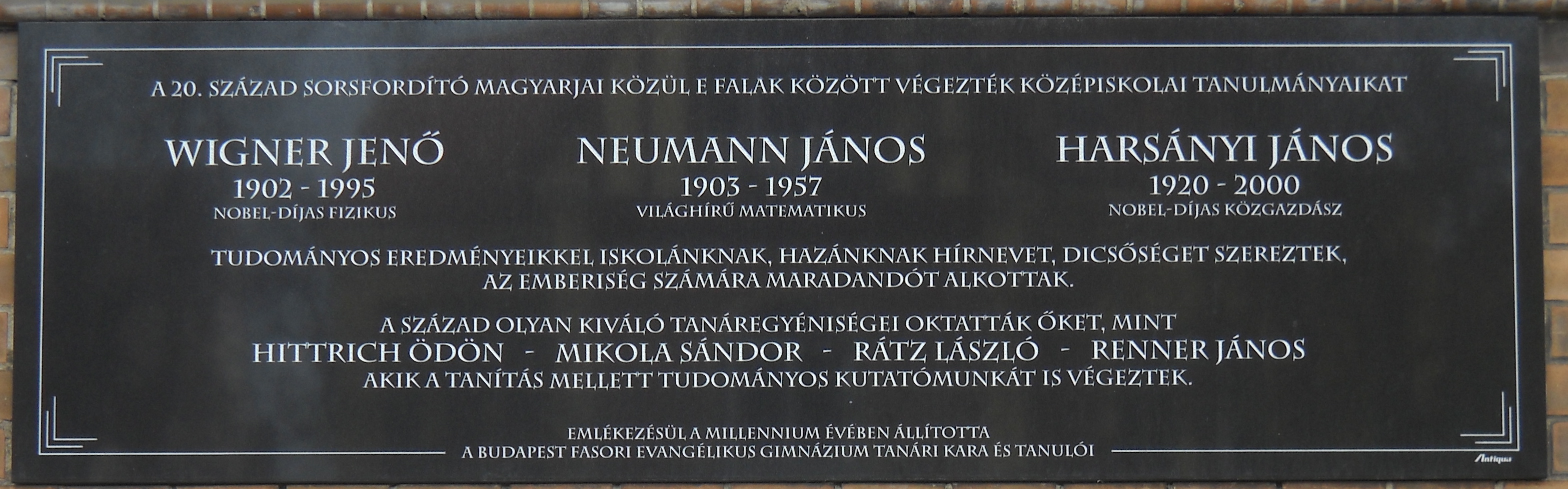
Gedenktafel für Eugene Wigner, John von Neumann und John Harsanyi, Budapest, Városligeti-Gasse 17–21

### Schulzeit
In Budapest besuchte er das humanistische deutschsprachige Lutheraner-Gymnasium, eine der besten Schulen in Ungarn. Auch John von Neumann und Eugene Paul Wigner (Nobelpreis für Physik, 1963) waren hier Schüler. Im Jahr 1937 machte er seinen Abschluss. Im selben Jahr noch gewann er einen nationalen Mathematik-Wettbewerb.

### Studium und Kriegszeit
Dem Wunsch seiner Eltern entsprechend studierte er Pharmazie. Auch die damalige politische Lage in Deutschland, die bereits auf Ungarn ausstrahlte, und die Tatsache, dass er als Student zunächst keinen Militärdienst leisten musste, verleiteten ihn dazu, schnell ein Studium aufzunehmen.
Erst als im März 1944 deutsche Truppen Ungarn besetzten, diente er von Mai bis November 1944 beim Militär. Nach der Gefangenschaft stand ihm die Deportation in ein österreichisches KZ bevor. Er konnte jedoch im November 1944 fliehen. Harsanyi fand danach Unterschlupf in einem Jesuitenkloster.
Das Erlebnis des Faschismus prägte auch seine späteren ethischen Arbeiten. Darin sprach er sich für eine Ethik aus, die konkret an einem nachweisbaren Nutzen gemessen werden kann und nicht in den Händen irgendwelcher (politischen) Institutionen liegt und somit schnell in Fanatismus umschlagen kann.

### Nachkriegszeit und Promotion
Nach dem Krieg, im Jahre 1946, schrieb er sich wieder an der Universität Budapest ein, um seinen Doktor in Philosophie – mit den Nebenfächern Soziologie und Psychologie – zu machen. Im Juni 1947 erhielt er die Doktorwürde. Von September 1947 bis Juni 1948 arbeitete er am Institut für Soziologie. Dort lernte er auch seine spätere Frau Anne Klauber kennen.

### Zweite Flucht aus Ungarn
Als überzeugter Antimarxist musste Harsanyi im Juni 1948 seine Arbeit an der Universität Budapest aufgeben und verließ (zusammen mit Anne) im April 1950 illegal Ungarn. Nach einem mehrmonatigen Aufenthalt in Österreich emigrierten beide im Dezember 1950 nach Sydney, Australien. Dort heirateten sie am 2. Januar 1951.

### Zeit in Australien
Harsanyis ungarische Abschlüsse wurden in Australien nicht anerkannt, so studierte er, abends, nach seiner Fabrikarbeit, Wirtschaftswissenschaften. 1953 bekam er seinen M.A. und 1954 eine Lehranstellung an der University of Queensland in Brisbane. Im Jahr 1956 bekam er eine Förderung der Rockefeller-Stiftung, die es ihm ermöglichte, zwei Jahre an der Stanford University zu studieren und seinen Doktor in Wirtschaftswissenschaften zu machen. Im Jahr 1958 kehrte er nach Australien an die Australian National University in Canberra zurück, da er dort eine attraktive Anstellung bekam.

### Übersiedlung in die USA
In Australien fühlte sich Harsanyi jedoch bald als Spieltheoretiker isoliert und so kehrte er (mit Hilfe von Kenneth Arrow, Nobelpreis für Wirtschaftswissenschaften 1972, und James Tobin, Nobelpreis für Wirtschaftswissenschaften 1981) in die USA, an die Wayne State University in Detroit, zurück. Später wurde er Professor an der Business School an der University of California, Berkeley. Dort wurde auch sein Sohn geboren.
Nach der politischen Transformation im Ostblock 1990 besuchte er mehrmals sein Heimatland Ungarn.

## Wissenschaftliches Leben
Wissenschaftlich beschäftigte sich J. C. Harsanyi in den Jahren zwischen 1956 und 1973 hauptsächlich mit der Spieltheorie. Außerdem publizierte er mehrere Schriften zur utilitaristischen Ethik, vorwiegend unter Verwendung rationaler Entscheidungsfindung für moralische Probleme. Das in der Moralphilosophie bekannte Prinzip des Durchschnittsnutzens geht auf ihn zurück, ebenso wie das Gleichwahrscheinlichkeitsmodell, das er bereits vor dem Philosophen John Rawls das Gedankenexperiment des „Schleiers des Nichtwissens“ beschreibt.
Mit seiner Arbeit Rational Behavior and Bargaining Equilibrium in Games and Social Situations (1977) arbeitete er ein 1930 von Frederik Ludvig Bang von Zeuthen entwickeltes spieltheoretisches Verhandlungsmodell auf (vgl. Zeuthen-Harsanyi-Modell).
An der University of California, Los Angeles (UCLA) übernahm er zwischen 1964 und 1990 eine Lehrtätigkeit und bekam 1994 (zusammen mit John F. Nash, Princeton University und Reinhard Selten, Rheinische Friedrich-Wilhelms-Universität Bonn) den Alfred-Nobel-Gedächtnispreis für Wirtschaftswissenschaften, womit seine Verdienste in Sachen der nichtkooperativen Spieltheorie geehrt wurden. Er wurde außerdem 1984 in die American Academy of Arts and Sciences und 1992 in die National Academy of Sciences gewählt.